# Мигдзем

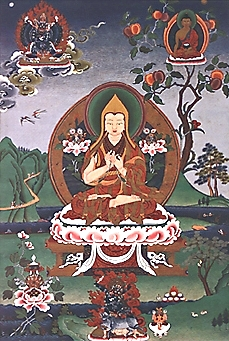
Танка Цонкапы

Мигдзем — (тиб. དམིགས་བརྩེ་མ།; dmigs-brtse-ma; монг. мэгзэм), также микцем, мигзем, микджим, мигзема — наиболее распространённая молитва Цонкапе в основанной им школе гелуг тибетского буддизма.

## История возникновения
Во время посещения Ньяпон Кунга Пел в Цечене Цонкапа (1357—1419) встретил сакьяского учителя Рендаву, которого позже стал считать своим основным духовным наставником. Именно в честь Рендавы Цонкапа написал первоначальный вариант молитвы, однако Рендава переписал её, заменив своё имя на его, и «вернул» своему ученику, сказав, что тот достоин её больше.
Название молитвы происходит от начальных слов самого популярного из вариантов этой молитвы (དམིགས་མེད་བརྩ) и примерно может быть переведено как «Безусловная любовь».

## Употребление
Молитва является одной из наиболее распространённых текстов среди последователей школы гелуг, наряду с мантрой Авалокитешвары и «символом веры». В качестве обязательной для каждого монгольского ламы была введена Богдо-гэгэном III.
Существует несколько вариантов молитвы: девятистрочный, шестистрочный, пятистрочный и четырёхстрочный. В трёх последних вариантах последние четыре строчки полного текста заменяются строкой «К стопам Лобсана Дагпы с почтением припадаю» (тиб. བློ་བཟང་གྲགས་པའི་ཞབས་ལ་གསོལ་བ་འདེབས།།), и различается количество строк о бодхисаттвах.
Молитва широко используется как самостоятельно, так и в составе других сложных тантрических практик, связанных с образом Цонкапы; напр. Лама чопа, Гаден лхагяма и др. По словам Пабонки Ринпоче, эта молитва способна ограждать человека от вреда, наносимого нагами и вредоносными духами, устранять препятствия, очищать всевозможные скверны.
| Русский перевод | Тибетский оригинал |
| --- | --- |
| Источник всех сиддх — Ваджрадхара, Кладезь безусловной любви — Авалокитешвара, Владыка незапятнанного знания — Манджушри, Победитель всех ратей Мары — Гухьяпати, Венец мудрецов Страны Снегов — Лобсанг Дагпа! К союзу всех трёх прибежищ — Гуру-Будде Благоговея тремя вратами, с мольбою обращаюсь: Чтобы я и другие созрели, освободились, благословите, Высшие и обычные сиддхи даруйте! | དངོས་གྲུབ་ཀུན་འབྱུང་ཐུབ་དབང་རྡོ་རྗེ་འཆང། དམིགས་མེད་བརྩ་་འི་གཏེར་ཆེན་སྤྱན་རས་གཟིགས། དྲི་མེད་མཁྱེན་པའི་དབང་པོ་འཇམ་དཔལ་དབྱངས། བདུད་དཔུང་མ་ལུས་འཇོམས་ཛད་གསང་བའི་བདག། གངས་ཅན་མཁས་པའི་གཙུག་རྒྱན་བློ་བཟང་གྲགས། སྐྱབས་གསུམ་ཀུན་འདུས་བླ་མ་སངས་ལ། སྒོ་གསུམ་གུས་པའི་སྒོ་ནས་གསོལ་བ་འདེབས། རང་གཞན་སྨིན་ཅིང་གྲོལ་བར་བྱིན་གྱིས་རློབས། མཆོག་དང་ཐུན་མོང་དངོས་གྲུབ་སྩལ་དུ་སོལ།། |

## Внешние ссылки
- Запись чтения четырёхстрочного варианта молитвы